# Лийестранд, Париса
Париса Лийестранд (швед. Parisa Liljestrand, урождённая Муллагали, перс. پریسا ملاقلی‎, Molagholi; род. 15 марта 1983, Иран) — шведский политический и государственный деятель. Член Умеренной коалиционной партии. Министр культуры Швеции с 18 октября 2022 года.

## Биография
Родилась 15 марта 1983 года в Иране.
Бежала с семьёй после исламской революции в Иране, когда ей было 4 года. Её отец — Эсхак (Исхак) Муллагали, который был пилотом вооружённых сил Ирана, угнал вертолёт и вылетел вместе с семьёй из страны. Родители Парисы хотели уехать в США, но обстоятельства вынудили их переехать в Швецию. Они оказались в лагере беженцев в Сурахаммаре, небольшом городе в 80 км северо-западнее Стокгольма, где провели полгода. Оттуда переехали в Валлентуну, северный пригород Стокгольма.
Окончила Уппсальский университет в 2007 году, где получила профессию учителя шведского языка и религии.
Работала учителем, помощником директора в неполной школе в Валлентуне. В ноябре 2012 года стала директором школы (Vaxö skola) в городе Ваксхольм.
В возрасте 19 лет, по результатам выборов 2002 года вошла в муниципальный совет в Валлентуне, где представляла местную партию Demoex, которая выступала за усиление народного контроля постредством прямой демократии. В 2010 году перешла в Умеренную коалиционную партию. В 2015 году стала председателем муниципального совета в Валлентуне.
18 октября 2022 года назначена министром культуры Швеции в правительстве Ульфа Кристерссона.

## Личная жизнь
Замужем. Имеет ребёнка.

## Награды
- Большой крест ордена Данеброг (26 апреля 2024 года, Дания)[9]